# Doctrina Truman

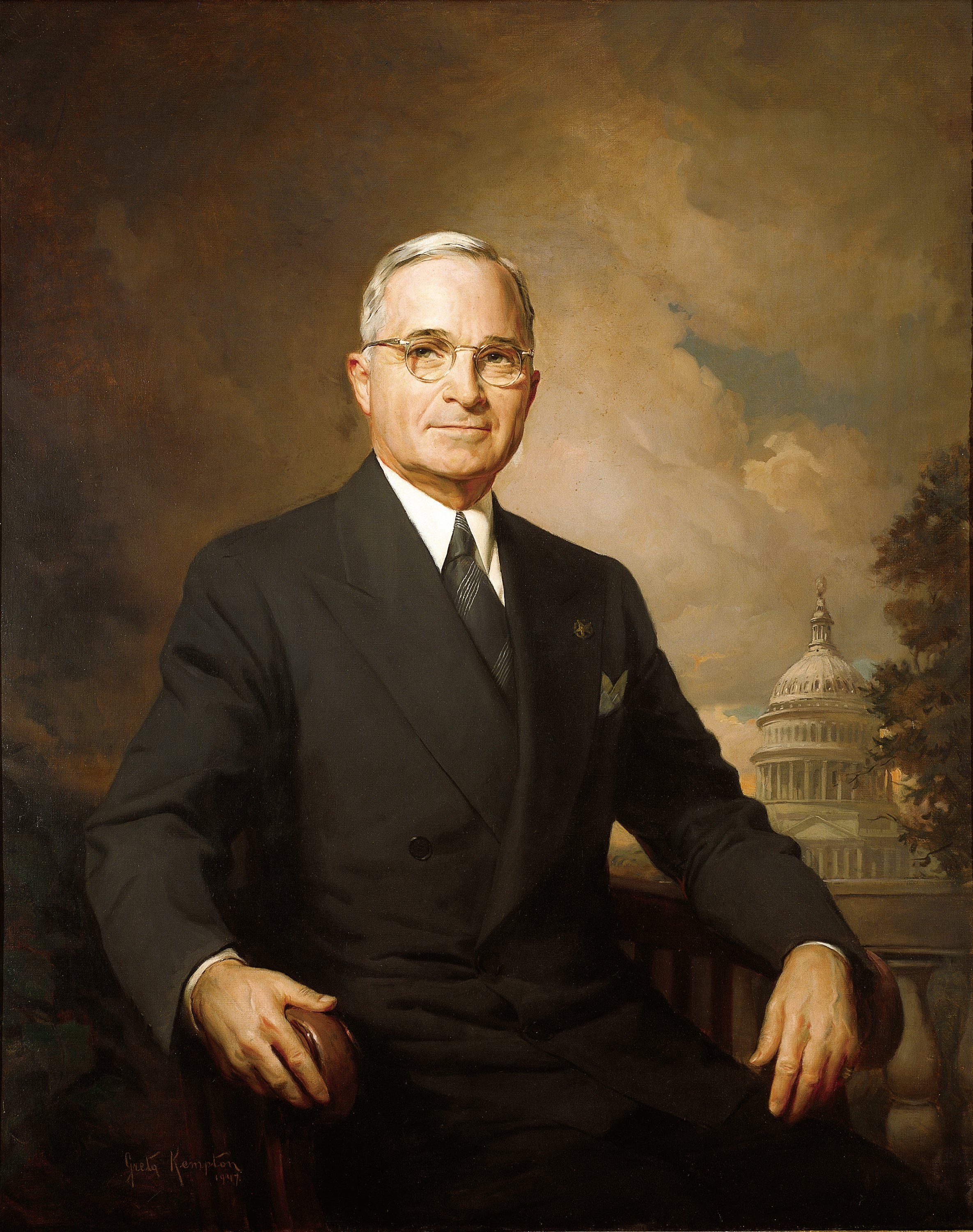
President dels EUA Harry Truman

La denominada Doctrina Truman era una política exterior americana que tenia el propòsit de contraatacar a l'expansió geopolítica soviètica durant la Guerra Freda. Va ser anunciada al Congrés pel President Harry Truman el 12 de març de 1947, i desenvolupada el 12 de juliol de 1948, quan va prometre contenir amenaces a Grècia i Turquia. No s'implicava la força militar americana directa però el congrés va proporcionar ajuda financera a les economies i exèrcits de Grècia i Turquia, i va servir per donar suport americà per altres nacions presumptament amenaçades pel comunisme soviètic. La Doctrina Truman va significar la fundació de la política exterior americana, i va aconseguir en 1949, la formació de l'OTAN, que encara perdura. Els historiadors sovint marquen el discurs com l'inici de la Guerra Freda.
Truman va dir al Congrés que "ha de ser la política dels Estats Units qui doni suport a les persones lliures que estan resistint subjugació intentada per minories armades o per pressions exteriors." Truman va sostenir que com els règims totalitaris van coaccionar pobles lliures, automàticament havien representat una amenaça a la pau internacional i la seguretat nacional dels Estats Units. Truman va fer el discurs en mig de la Guerra Civil grega argumentant que si Grècia i Turquia no rebien l'ajut inevitablement caurien al comunisme amb conseqüències greus per tota la regió, i com Turquia i Grècia eren rivals històrics, es considerava necessari ajudar ambdós igualment, tot i que la crisi a Grècia era molt més intensa.
Els historiadors han observat que els governs de Grècia i Turquia eren lluny de la democràcia, i s'acostaven a la Unió Soviètica en la primavera de 1949. L'historiador Eric Foner va escriure que la Doctrina suposava un precedent per l'assistència americana als règims anticomunistes a tot el món, encara que no fossin democràtics, i per la creació d'un conjunt d'aliances militars globals dirigides contra la Unió soviètica.
Durant anys, el Regne Unit havia donat suport a Grècia, però a prop de la fallida, estava forçat a reduir radicalment la seva implicació, i en febrer de 1947 va demanar als Estats Units que donessin suport al govern reialista grec. Els Republicans que controlaven el Congrés van aprovar l'enviament de 400 milions de dòlars però cap força militar a la regió. En 1952, Grècia i Turquia es van unir a l'OTAN, una aliança militar, per garantir la seva estabilitat.
La Doctrina Truman es va estendre per esdevenir la base de política de la Guerra Freda americana pertot arreu Europa i el món. Va canviar la política exterior americana envers la Unió soviètica d'aliat contra el feixisme a una política de contenció de l'expansió soviètica defensada pel diplomàtic George F. Kennan, que es va implicar per evitar les preses de poder soviètiques a l'Europa Oriental.

## La crisi dels estrets turcs

El turc Straits

Acabada la Segona Guerra Mundial, el govern soviètic va demanar a Turquia per permetre la lliure navegació dels seus vaixells lliurement pels Estrets turcs que connecten la mar Negra i el Mar Mediterrània. Mentre el govern turc no accedia a les peticions de la Unió soviètica, les tensions van augmentar la regió, amb una exhibició de la força naval soviètica. D'ençà que l'assistència britànica a Turquia havia acabat en 1947, els EUA van donar ajut militar per assegurar que Turquia retindria control dels passos. Turquia va rebre 100 milions en ajut econòmic i militar i els EUA va enviar el portaavions USS Franklin D. Roosevelt. La post-guerra va començar amb el govern multipartit encapçalat pel Demokrat Parti d'Adnan Menderes.

## Crisi grega

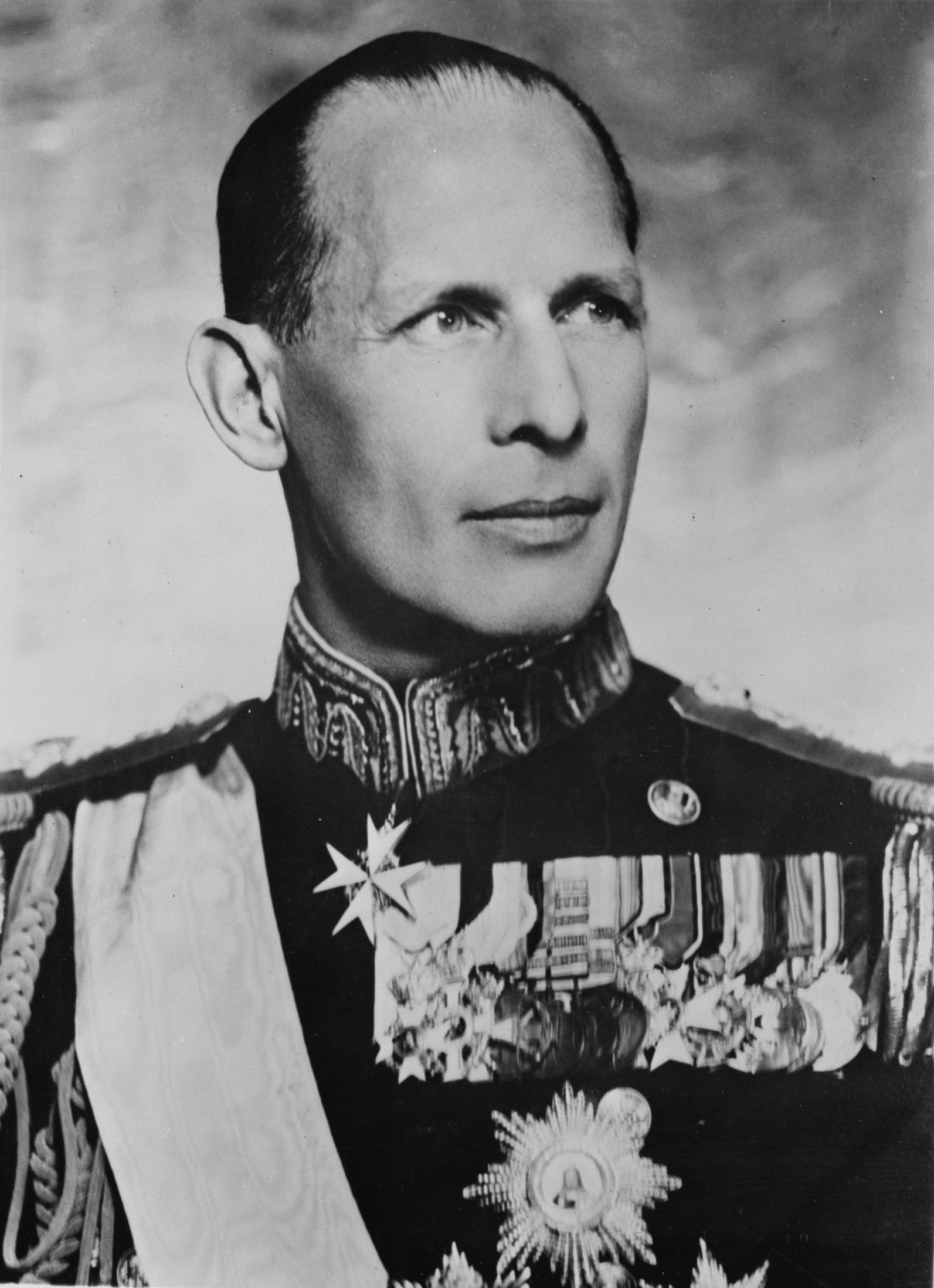
Jordi II de Grècia, a qui es van oposar els comunistes durant la Guerra Civil grega

Set setmanes després que Potències de l'Eix abandonessin Grècia en octubre 1944, els aliats britànics van recuperar Atenes al victoriós Front d'Alliberament Nacional (FAN) que controlava el Partit Comunista de Grècia (KKE) i es va produir un assassinat de massa de gran part dels seguidors no armats del FAM coneguts com el Dekemvriana el 3 de desembre. Els esquerrans van intentar prendre represàlies contra el govern-britànic que donava suport al Terror Blanc. Amb l'esclat de la Guerra Civil grega, les guerrilles controlades pel KKE lluitaven contra el govern grec format després les eleccions de 1946 boicotejats pels comunistes. El britànic va adonar-se de que el KKE estava directament finançat per la Iugoslàvia de Josip Broz Tito i els va proporcionar suport i santuari en contra els desitjos de Stalin. A finals de 1946, Gran Bretanya va informar els Estats Units que a causa de la seva feble economia, ja no pugui continuar proporcionar suport militar i econòmic als reialistes grecs.
Entre 1946 i 1947, els Estats Units i la Unió soviètica van passar de ser Aliats de la Segona Guerra Mundial a la Guerra Freda. La cooperació d'Alemanya va suposar un escalat de tensions amb la Doctrina Truman. A Truman, el malestar creixent a Grècia li semblava un moviment de pinça contra les àrees riques en petroli de l'Orient Mitjà i els ports del Mediterrani.

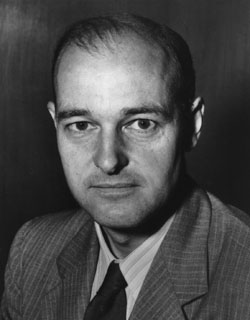
George F. Kennan (1904–2005) va proposar la doctrina de contenció en 1946.

En febrer 1946, George F. Kennan, un diplomàtic americà a Moscou, va enviar el seu famós "Telegrama Llarg", que va pronosticar que els soviètics només responien a la força, i que la manera millor de manejar-los seria a través d'una estratègia de contenció a llarg termini, per aturar la seva expansió geogràfica. Després que els britànics advertissin que ja no podrien ajudar Grècia, el Primer ministre següent Konstantinos Tsaldaris va visitar Washington en desembre 1946 per demanarl' assistència americana i el departament d'Estat va formular un pla. L'ajut seria donat a Grècia i a Turquia, per ajudar a refredar la rivalitat que està llarga entre ells.
Els polítics americans van reconèixer la inestabilitat de la regió, i tement que si Grècia es perdia al comunisme, Turquia la seguiria. De la mateixa manera, si Turquia cedia a les demandes soviètiques, la posició de Grècia estaria en perill. L'amenaça d'un efecte dòmino va guiar la decisió americana. Grècia i Turquia eren aliats estratègics per importants raons geogràfiques, i la caiguda de Grècia posaria els soviètics en un flanc particularment perillós per als turks, i enfortiria la possibilitat de la Unió soviètica per tallar les línies de subministrament aliades en cas de guerra.

## L'adreça de Truman

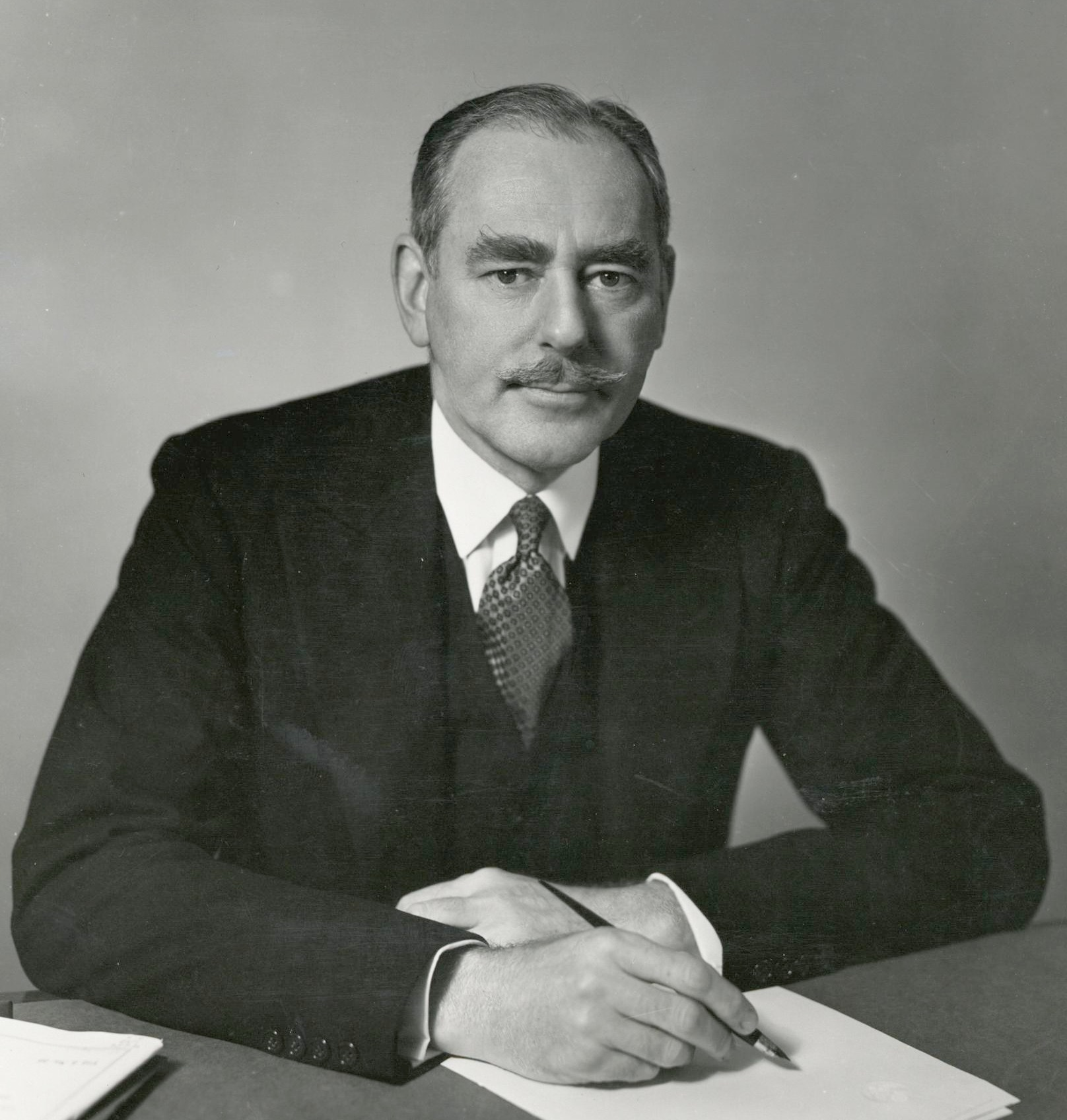
Dean Acheson (1893–1971), qui va ajudar la doctrina d'habilitat Truman, va ser anomenat el seu secretari d'estatal l'any següent.

Per passar qualsevol legislació Truman va necessitar el suport dels Republicans, qui van controlar ambdues cases de Congrés. El cap Senador de portaveu Republicà Arthur H. Vandenberg Truman donat fortament i va vèncer els dubtes d'isolationists com a Senador Robert Un. Taft.:127 Truman va posar el fonament per la seva petició per havent-hi clau congressional els dirigents coneixen amb ell, Secretari de George Estatal Marshall, i Ex-secretari de Dean Estatal Acheson. Acheson Posat fora del "domino teoria" en els termes més durs, comparant un estat comunista a una poma podrida que podria estendre la seva infecció a un tonell sencer. Vandenberg Va ser impressionat, i va aconsellar Truman per aparèixer abans que Congrés i "espantar l'infern fora de les persones americanes.":127-8 El 7 de març Acheson Truman va advertir que Grècia podria caure als comunistes en setmanes sense l'ajut exterior.:545
Quan un esborrany per l'adreça de Truman va ser circulada a policymakers, Marshall, Kennan, i altres van criticar ell per contenir retòrica "sobrant." Truman responded allò, mentre Vandenberg hi havia suggerit, la seva petició només seria aprovada si va jugar cap amunt de l'amenaça.:546

On març 12, 1947, Truman appeared before a joint session of Congress. In his eighteen-minute speech, he stated:
| « | I believe it must be the policy of the United States to support free peoples who are resisting attempted subjugation by armed minorities or by outside pressures. I believe that we must assist free peoples to work out their own destinies in their own way. I believe that our help should be primarily through economic and financial aid which is essential to economic stability and orderly political processes.:547 | » |

La reacció al discurs de Truman era en termes generals positiu, encara que hi hi havia dissenters. Anti-Comunistes en ambdós partits donats suport tant Truman és proposat paquet d'ajut i la doctrina darrere el, i Collier és descrit ell com a "popularitat jackpot" pel President.:548:129 Columnista influent Walter Lippmann era més escèptic, marcant l'obert-naturalesa acabada de la promesa de Truman ; senti tan fortament que gairebé va venir a cops mentre argumentant amb Acheson sobre la doctrina.:549:615 Altres van argumentar que la monarquia grega Truman va proposar per defensar s'era un repressive govern, més que una democràcia.:615
Malgrat aquestes objeccions, la por del creixent amenaça comunista gairebé garantit el passatge de la factura.:616 En 1947 de maig de #dos mesos després que la petició de Truman, una majoria gran de Congrés va aprovar 400$ milions en ajut militar i econòmic a Grècia i Turquia.:553-4:129 Ajut americà augmentat derrota ajudada el KKE, després de derrotes interines per forces de govern de 1946 a 1948.:616-17 La Doctrina Truman era el primer en una sèrie de moviments de contenció pels Estats Units, va seguir per restauració econòmica de l'Europa Occidental a través del Marshall Pla i contenció militar per la creació de l'OTAN en 1949.

## Molt de temps-política de terme i metàfora
La Doctrina Truman va donar suport a la política de Guerra Freda americana en Europa i al voltant del món. En les paraules d'historiador James T. Patterson, "La Doctrina Truman era un altament publicat el compromís d'una classe l'administració va haver-hi no anteriorment emprès. La seva retòrica d'escombrar, prometent que els Estats Units han d'ajut tot 'persones lliures' ser subjugat, posat l'etapa per aventures més tardanes innombrables que van dirigir a compromisos globals. Sigui en aquestes maneres un pas important.":129
La doctrina del historiador Dennis Merill argumenta, perquè va adreçar una inseguretat cultural més ampla pel que fa a vida moderna en un món globalitzat. Va tractar la preocupació de Washington per damunt comunisme domino efecte, va habilitar uns mitjans de comunicació-presentació sensible de la doctrina que va guanyar suport dels dos partits, i el mobilitzat poder econòmic americà a modernize i estabilitzar regions inestables sense intervenció militar directa. Va portar que construeix nació activitats i programes de modernització al forefront de política estrangera.
La Doctrina Truman esdevenia una metàfora per ajut d'emergència per mantenir una nació d'influència comunista. Truman va utilitzar imatgeria de malaltia no només per comunicar un sentit d'impending desastre en l'estès de comunisme però també per crear una "visió retòrica" de contenir ell per estendre un escut protector al voltant països no comunistes per tot el món. Va repetir la "quarantena la política" d'agressor el predecessor de Truman, Franklin Delano Roosevelt, hi havia buscat per imposar per contenir expansió alemanya i japonesa en 1937 ("la quarantena" va suggerir la funció d'oficials de salut pública que manegen una malaltia contagiosa). La metàfora mèdica es va estendre arreu amb els objectius immediats de la Doctrina Truman en què la imatgeria combinada del foc i la inundació evocava el desastre, proporcionava als Estats Units una transició fàcil per dirigir la confrontació militar anys més tard amb les forces comunistes a Corea i Vietnam. Establint diferències ideològiques a vida o mort, Truman va guanyar suport per aquesta política contra el comunisme.